# Henri Lafontaine
Pour les articles homonymes, voir Lafontaine.
Louis-Henri-Marie Thomas dit Henri Lafontaine ou Lafontaine né le 28 mai 1824 à Bordeaux et mort le 22 février 1898 à Versailles, est un acteur, dramaturge et romancier français.

## Biographie

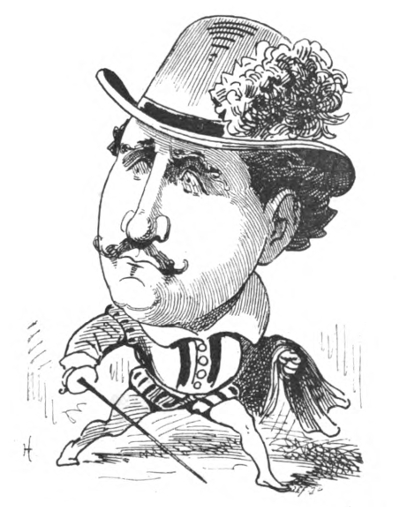
Caricature de Lafontaine dans le Trombinoscope de Touchatout.

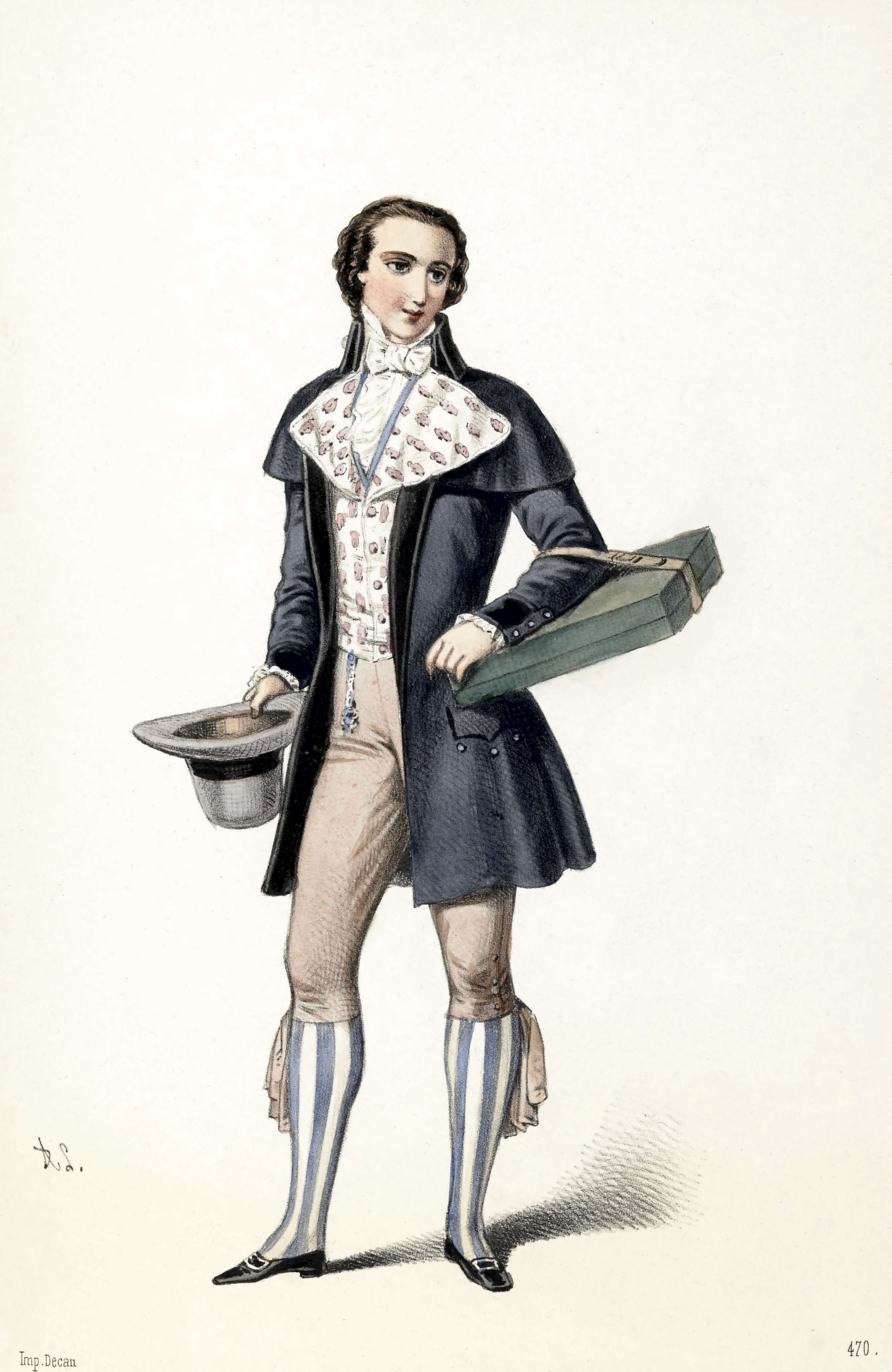
Lafontaine dans le rôle de Jules de Grandin, dans Brutus, lâche César ! de Rosier théâtre du Gymnase dramatique, par A. Lacauchie en 1849.

Lafontaine dans le Fils de la nuit de Victor Séjour (1836).

Thomas se rattachait à l’académicien Thomas et était quelque chose comme le petit-neveu de La Harpe. Sa mère, née Guérin, qui appartenait à une famille d’armateurs depuis longtemps établie à Royan, étant très connue pour ses sentiments catholiques, le jeune Thomas fut destiné, par la volonté de ses parents, à la carrière ecclésiastique. Placé dans un séminaire, il y resta jusqu'à l’âge de seize ans, mais la vocation religieuse n’étant pas assez forte chez lui, il résolut de s’affranchir du joug familial et de partir à l’aventure.
Il s’échappa du séminaire et se fit engager comme mousse sur un bateau en partance à Bordeaux vers les pays lointains, mas la vie de marin n’était pas non plus son rêve car il avait le désir de faire du théâtre, de devenir comédien. Avant d’y parvenir, il dut exercer nombre de métiers, tour à tour commis de nouveautés et colporteur. Il prit néanmoins de bonne heure la carrière du théâtre, et commença par jouer la comédie en province sous le nom de « Charles Roch ». Ne possédant aucun pécule, il dut faire à pied le voyage de Bordeaux à Paris. Arrivé dans la capitale, il prit le nom de scène de « Lafontaine ».
Il débuta, fort jeune, sur la scène des Batignolles, remplissant les principaux rôles du répertoire alors à la mode. Aimé de son public, un soir de 1848 qu’il jouait dans les Aristocraties, d’Étienne Arago, comme il entrait en scène pour y prendre la parole, un mouvement se fit subitement dans la salle, et un spectateur l’apostropha à lui du fond de la salle : « Ma vieille, assez d’aristos, en avant la Marseillaise ! » Lafontaine répliqua en saisissant le drapeau qui lui était tendu et entonna le chant populaire, très acclamé. Quelques mois plus tard, après s’être fait remarquer dans ces divers rôles, sur l’indication de Villemot, Tilly, alors directeur de la Porte-Saint-Martin, l'engagea. Peu de temps après, ce dernier fit faillite. Lafontaine refusa de recevoir ses appointements, espérant ainsi sauver la troupe.
En 1849, il passa au Gymnase, commença véritablement sa réputation, grâce à ses excellentes créations, dans Brutus lâche César, dans le Fils de famille, le Mariage de Victorine ; une femme qui trompe son mari en 1851. En 1852, les Vacances de Pandolphe, et le Démon du foyer, de George Sand, puis le Fils de famille. En 1853, Philiberte, d’Émile Augier ; le Pressoir de G. Sand ; Diane de Lys, d’Alexandre Dumas fils. En 1854, les Cœurs d’or, de Léon Laya, Flaminio, de G. Sand ; Je dine chez ma mère, d’Adrien Decourcelle, Faust et Marguerite de Carré et Barbier, etc.
Après une belle campagne sur la scène du Gymnase, il débuta à la Comédie-Française, le 19 mai 1856, dans le Cid. Voulant, en effet, jouer la tragédie avec ses idées et ses moyens réalistes, il composa le rôle d’après des études profondes faites sur la pièce espagnole, où Corneille avait lui-même puisé son sujet. Cette tentative fut froidement accueillie ; les spectateurs et la critique ne voulant rien entendre en dehors de la tradition. À la seconde représentation, il dut se résoudre à rentrer dans la tradition établie par ses prédécesseurs et fut très applaudi, mais une de ses illusions venait de tomber, et, dès ce jour, il renonça à tout jamais à la tragédie.
Lafontaine aimait, en effet, innover : le soir de la répétition générale en costumes du Fils de famille, il descendit de sa loge grimé en véritable colonel, c’est-à-dire la moustache et les cheveux grisonnants, le teint bronzé. Ce ne fut qu’un cri de stupeur. Les auteurs, le directeur lui-même allèrent à lui les bras levés au ciel : « Mais, mon ami, lui dit Montigny, ce n’est pas du tout cela ! Il nous faut un jeune colonel qui puisse lutter d’élégance avec Bressant, le public ne comprendrait pas.
— Un jeune colonel de Scribe, alors ?... répliqua Lafontaine. Seulement nous ne sommes pas au temps des guerres de l’Empire, il n’y a plus de jeunes colonels !
— Ça ne fait rien, ajoute Montigny, faites comme je vous dis. Vous verrez que ce sera beaucoup mieux !…
Lafontaine remonta vivement dans sa loge et enleva la poudre de ses cheveux, le hâle de son visage. Félicitations de Montigny. Le lendemain, lors de la première, il ne descendit qu’au moment où il devait entrer en scène. Montigny, qui le voit avec les cheveux gris et la figure de la veille fut ahuri, mais il n’eut pas le temps de dire un mot, Lafontaine était déjà devant le public… qui lui fit un succès énorme. Acclamé à la chute du rideau, en passant devant les auteurs, il se contenta de leur dire : « Enfoncés les colonels de Scribe !… »
Cependant, ne voulant pas sortir de la Comédie-Française sans avoir créé un rôle qui le rétablit comédien, il joua d’Aubigny dans Mlle de Belle-Isle, puis les Pauvres d’esprit, de Léon Laya, en compagnie de Provost, Bressant et de Mme Arnould-Plessy. Il y avait dans cette pièce une scène où le personnage créé par Lafontaine reprochant à sa famille d'arrêter l’essor de son talent, s’écriait : « En un mot dans cette maison, j’étouffe ! » Le public sentit l’à-propos et le souligna par des applaudissements.
Il passa alors au Vaudeville, où il créa avec un très grand succès le rôle de Roswein, de Dalila et Le Roman d'un jeune homme pauvre, d'Octave Feuillet, La Seconde Jeunesse de Mario Uchard, Le Pamphlétaire d'André Thomas, La Pénélope normande, d'Alphonse Karr.
En 1860, il rentra au Gymnase pour créer Les Pattes de mouche, de Sardou ; en 1861 : Le Gentilhomme pauvre de Dumanoir et Lafargue ; La Vertu de Célimène d'Henri Meilhac ; en 1862 : La Perle noire, et Les Ganaches de Sardou ; en 1863 : Le Démon du jeu, de Barrière et de Crisafulli.
Le 19 février 1863 il épouse à Paris 2e une de ses camarades, Victoria Valous dite mademoiselle Victoria, qui avait, depuis 1857, un vif succès dans l’emploi des ingénues. Cette union, qui ne fut jamais troublée par le plus petit dissentiment, était citée comme le modèle des ménages d’artistes.
En novembre 1863, le couple Lafontaine entra à la Comédie-Française, acquérant d’emblée, l’un et l’autre, le titre de sociétaire à part entière, sans avoir subi le stage préalable de pensionnaire prescrit par le décret de Moscou. Cette haute faveur, imposée par le comte Walewski, ministre d’État, n’alla pas sans de créer de fortes préventions autour des deux nouveaux sociétaires. Dès ce jour, le ménage Lafontaine fut en butte aux sourdes hostilités et aux tracasseries des autres artistes de la Maison. On ne leur confia que des rôles secondaires. Moins privilégié, dans la distribution des rôles, que sa femme, qui débuta dans d’excellentes conditions, il s’effaça, du reste, pour servir les intérêts de celle-ci. Aussi n’eut-il à créer, durant trois années, que les rôles laissés par les autres sociétaires, comme : le Dernier Quartier, d’Édouard Pailleron ; Alvarez dans le Supplice d’une Femme, Moi, rôles refusés par Delaunay ; Mme Desroches, dont Leroux ne voulut pas, et Gringoire, que Régnier lui abandonna ; puis, enfin, Julie d’Octave Feuillet, où il fut tout à fait remarquable, ainsi que dans le Louis XI du Gringoire de Banville pendant que sa femme créait le rôle d’Henriette Maréchal. Son succès, dans ces deux dernières pièces, ravivant son ambition, il joua Alceste, dans le Misanthrope, et le ministre monta à sa loge pour le complimenter. Il parut alors dans Tartuffe ou l’Imposteur, et put quitter à nouveau la Comédie-Française, après avoir donné une preuve irrécusable de sa personnalité.
En effet, fatigués de lutter contre la situation qui leur était faite à la Comédie-Française, les deux Lafontaine donnèrent leur démission de sociétaires, et il entra à l’Odéon pour débuter avec éclat dans le rôle de Ruy Blas, tandis que sa femme abandonnait définitivement la scène. Lafontaine revint bientôt sur la scène de ses premiers succès. Au Gymnase, il parut dans les Pattes de Mouche, la Vertu de Célimène, les Ganaches, le Démon du jeu, qu’il interpréta en 1863.
À partir de ce moment, Lafontaine voyagea de théâtre en théâtre, tantôt à la Gaité, tantôt au Gymnase, tantôt à l’Odéon, tantôt au Vaudeville. Victor Hugo l’avait désigné pour la reprise de Ruy-Blas, à l’Odéon. Après un court séjour à l’Odéon, il passa à la Gaité, où il donna cent représentations du Fils de la Nuit de Victor Séjour et autant d’Artaban du Gascon, où il obtint un vif succès de chanteur en interprétant d’une voix juste et tendre une chanson populaire du Midi. Ensuite il retourna à l’Odéon, revint à la Gaité pour créer le rôle complexe d’Orso Vagnano, de la Haine, et fut engagé en 1876 au Gymnase où on le vit dans le personnage de Louvard, qu’il créa avec un réalisme étonnant dans Pierre Gendron, pièce due à sa plume. Il a également fait des tournées en province, à Bordeaux, Toulouse et Bruxelles, etc.
En 1887, il reparut de nouveau au Gymnase, où il se fit remarquer dans la Comtesse Sarah, et surtout dans sa dernière création, l’Abbé Constantin, qui a eu une longue carrière au théâtre grâce à son talent.
Lafontaine était également dramaturge et romancier. Parmi les pièces qu’il a fait représenter, la Servante (Bruxelles), l’Aile du corbeau (Vaudeville), le Rêve de ma femme (Gymnase), Pierre Gendron (Gymnase), Pour les pauvres, etc. Il a également collaboré avec Alphonse Daudet à Jack, pièce en cinq actes. Il a écrit et publié plusieurs romans : L'Homme qui tue, les Bons Camarades, Thérèse ma mie, Petites Misères, ouvrage qui fut même couronné par l’Académie française en 1882.
Lafontaine était, de plus, collectionneur d’art. Il possédait une magnifique collection de tableaux d’anciens maitres tels que : Ruysdaël, Hobbema, Backuisen, Van Ostade, Karel Dujardin, Van den Velde, Van Goyen, Jean Van Stry, Teniers, Van der Neer, Ferg, Subleyras, Nattier, Largillierre, Zuccarelli, qui y côtoyaient les modernes comme Eugène Delacroix, Théodore Rousseau, Jules Dupré, Paul Huet, Alexandre-Gabriel Decamps, Giroux, Eugène Decan, Alphonse Louis Galbrund, Jules Héreau, etc.
Dans ses dernières années, vivant complètement à l'écart du théâtre, on le voyait, de loin en loin, au Théâtre-Français, où il prenait un plaisir toujours nouveau à la représentation des œuvres du répertoire classique.
Jamais les deux époux Lafontaine ne se sont quittés. Seule la mort a pu séparer ce couple fusionnel aux existences si étroitement unies. Un jour, Victoria Lafontaine se promenait dans leur jardin de Versailles, lorsqu’un gros arbre, dont les racines étaient mortes, se détacha soudain et tomba avec fracas à côté même de la promeneuse. Celle-ci en ressentit un coup violent au cœur qu’elle dut s’aliter, ce dont son mari ressentit un immense chagrin si bien que la chute de cet arbre a causé la fin du vieux comédien, dont les obsèques furent célébrées le vendredi 23 février 1898, à dix heures et demie, en l’église Notre-Dame de Versailles. Sa tombe au cimetière Notre-Dame de Versailles est ornée de son buste, signé Marie Piret.

## Jugements
« Bien qu’il ne soit jamais passé par le Conservatoire, Lafontaine possédait admirablement son art. Ses belles qualités dramatiques, sa fougue, sa chaleur, sa verve éclatante, en faisaient un artiste de premier plan. On notait, toutefois, chez lui, une certaine lourdeur dans le débit, un peu d’empâtement dans la diction. C’était un artiste à panache, un peu emphatique et solennel, mais d’une magnifique tenue. »

## Théâtre

### Hors Comédie-Française
- 1851 : Le Mariage de Victorine de George Sand, théâtre du Gymnase
- 1852 : Les Vacances de Pandolphe de George Sand, théâtre du Gymnase
- 1852 : La Parure de Jules Denis d’Élisa Adam-Boisgontier, théâtre du Gymnase
- 1854 : Flaminio de George Sand, théâtre du Gymnase
- 1856 : Le Fils de la nuit de Victor Séjour, théâtre de la Porte Saint-Martin
- 1857 : Dalila d'Octave Feuillet, théâtre du Vaudeville
- 1858 : Le Roman d'un jeune homme pauvre d'Octave Feuillet, théâtre du Vaudeville
- 1860 : La Pénélope normande d'Alphonse Karr, Paul Siraudin et Lambert-Thiboust, théâtre du Vaudeville
- 1860 : Les Pattes de mouches de Victorien Sardou, théâtre du Gymnase
- 1872 : Ruy Blas de Victor Hugo, théâtre de l'Odéon : Ruy Blas
- 1874 : La Jeunesse de Louis XIV d'Alexandre Dumas, théâtre de l'Odéon : Mazarin
- 1881 : Jack de Henri Lafontaine d'après Alphonse Daudet, théâtre de l'Odéon
- 1883 : Froufrou de Henri Meilhac et Ludovic Halévy, théâtre de la Porte Saint-Martin
- 1889 : La Lutte pour la vie d'Alphonse Daudet, théâtre du Gymnase
- 1890 : L'Obstacle d'Alphonse Daudet, théâtre du Gymnase

### Carrière à la Comédie-Française
Entrée en 1856
Nommé 284e sociétaire en 1863
Départ en 1871
- 1864 : Moi d'Eugène Labiche et Édouard Martin : Armand Bernier
- 1864 : Le Gendre de monsieur Poirier d'Émile Augier et Jules Sandeau : Duc de Montmeyran
- 1865 : Henriette Maréchal d'Edmond et Jules de Goncourt : M. Maréchal
- 1868 : Le Misanthrope de Molière : Alceste
- 1869 : Julie d'Octave Feuillet : Maurice de Cambre

## Œuvres

### Romans
- Les Bons Camarades, Paris, Calmann-Lévy, 1885.
- L’homme qui tue, Paris, Calmann-Lévy, 1882.
- Petites Misères, Paris, Calmann Lévy, 1881, prix Montyon 1882.
- Thérèse ma mie, Paris, Calmann Lévy, 1888.

### Théâtre
- la Servante
- L’Aile du corbeau
- Le Rêve de ma femme
- Pierre Gendron
- Pour les pauvres